# Henning Holmberg
Ernst Henning Holmberg, född 30 april 1918 i Malmö, död 2 april 1994 i Lund, var en svensk målare. 
Holmberg var som konstnär autodidakt. Hans konst består av naturalistiska landskaps- och hamnmotiv i olja. Holmberg är gravsatt i minneslunden på Norra kyrkogården i Lund.